# 슈퍼스타K 3 참가자 목록
다음은 M.net의 오디션 프로그램 슈퍼스타 K 시리즈의 세 번째 시즌 《슈퍼스타K 3》의 참가자들을 나열한 목록이다. Top 11과 그 외 저명한 참가자들을 나열한다.

## TOP 11

### 울랄라세션
- 우승팀.

### 버스커 버스커
- 준우승팀.

### 투개월
투개월은 TOP3이며 K-Pop 차트에서 2위를 차지하는 등 좋은 차트 성적을 거뒀다.

### 크리스티나 러브 리
크리스티나 러브 리(Christina Love Lee)는 Top 4까지 오른 참가자이다. 이승철과 같이 부른 I Believe가 2011년 12월 29일 발매되었다.

### 김도현
김도현(1993년 5월 3일 ~ )은 Top 5까지 오른 참가자로서, 전 씨름 선수이다. 드라마 브레인 OST "달려갈거야"가 2011년 12월 12일 발매되었다.

### 크리스 고라이틀리
크리스 고라이틀리(Chris Golightly)는 Top 7까지 오른 참가자이다. 성추행 파문으로 논란중이다.

### 신지수
신지수(1993년 8월 14일 ~ )는 Top 7까지 오른 참가자이다. 드라마 히어로 OST "A Week"가 2012년 3월 19일 발매되었다.

### 이정아
이정아는 Top 9까지 오른 참가자이다. 드라마 일년에 열두남자 OST 중 '13번째 별', 영화 코리아 OST 중 'Starlight'를 불렀다.
2014년 6월 5일 1집 앨범 "Undertow"를 발매하고 동년 8월 24일에 1집 발매 기념 단독 콘서트를 하였다.

### 이건율
이건율(1989년 ~ )은 Top 9까지 오른 참가자이다. 노란 복수초, 신의 퀴즈 OST를 불렀다.

### 민훈기
민훈기(1989년 8월 2일 ~ )는 Top 11까지 오른 참가자이다. 드라마 아이러브 이태리 OST를 불렀다. 2012년 7월 2일 데뷔 싱글 "MA FUN CITY"가 발매되었다.

### 헤이즈
헤이즈(Haze)는 Top 11까지 오른 밴드이다. 이승준(보컬), 송석민(기타), Lovin(베이스), 정재현(FX사운드), 신동주(드럼)으로 이루어져 있다.

## 그 외

### 예리밴드
12위. 원래 TOP10에 올랐었으나 숙소 무단 이탈로 탈락 처리되었다. 이로 인해 헤이즈와 버스커 버스커가 부활하여 생방송에 진출하는 Top11이 확정되었다.

### 서동훈
TOP16.

### 타미
TOP16으로, 본명은 안현선이며, 메리제인의 멤버다.

### 이소리
TOP16, WSG워너비의 멤버다.

### 강진아
TOP16. 슈퍼스타K1에서 TOP22까지 올랐던 바 있다.

### 경지애
TOP32.

### 김지민
TOP32. 글로벌 슈퍼 아이돌 우승자다.

### 박솔
TOP32. 솔루션스의 보컬이다.

### 박필규
TOP32.

### 손예림
손예림은 시즌3에 참가해 "슈스케 꼬마"로 불리며 TOP32까지 올랐다. 이후 페이브엔터테인먼트의 연습생으로 믹스나인에 참가했으나, 페이브 기획사 투어에서 탈락한 후 2018년에 결별했다. 이후 엔터테인먼트 뉴오더로 이적해 2020년 1월 5일 솔로 데뷔 싱글을 발표했다.

### 류지광
TOP32. 이후 미스터트롯에서 최종 13위에 올랐다.

### 윤빛나라 (부산)
TOP32.

### 윤빛나라 (인천)
TOP32.

### 최영태
TOP32.

### 최종수
TOP32. 인더루프의 멤버다.

### 박다영
TOP51. 이후 슈퍼스타 K4에서 TOP18까지 올랐다.

### 박장현
TOP51. 이후 내일은 국민가수에서 최종 4위 기록.

### 볼륨
TOP51. 이후 슈퍼스타 K4에서 최종 10위 기록.

### 조철희
TOP51.

### 황여운
TOP51. 새벽공방 멤버다.

### 박지용
TOP51. 이후 슈퍼스타 K4에서 최종 7위 기록 후 소울사람들의 멤버로 활동 중이다.

### 로얄 트라이브
TOP51.

### 최동원
TOP51. 디아코니아의 멤버로, 이후 우리가 사랑한 그 노래 새가수에서 TOP12까지 올랐다.

### 이동록
TOP51. 예명은 롸키엘로, VMC의 멤버다.

### 김민석
멜로망스 멤버.

### 모모
히라이 모모는 슈퍼스타 K 시즌3 일본 지역 예선에서 참여했으며 결국 일본 현지 지역예선에서 탈락했다가 JYP 엔터테인먼트에서 전속계약을 체결하여 2015년 11월부터 걸그룹 트와이스 멤버으로 활동 중이다.

### 정국
전정국은 시즌3에 참가해 아이유의 미아를 불렀지만 통편집되는 아픔을 겪고 탈락했다. 시즌3 종영 이후 빅히트 엔터테인먼트에서 전속계약을 하여 2013년 6월부터 보이그룹 방탄소년단 멤버으로 활동 중이다.

### 김영근
이후 슈퍼스타K 2016에서 우승을 차지했다.

### 박시환
이후 슈퍼스타K5에서 준우승을 차지했다.

### 정소연
라붐의 멤버다.

### 김소희
걸그룹 네이처의 멤버.

### 정동환
멜로망스 멤버.

### 정사강
이후 보이즈 키즈에서 TOP27에 올랐으며 더 이스트라이트의 멤버로 데뷔했다.